# Asthenodipsas
Asthenodipsas – rodzaj węży z rodziny Pareidae.

## Zasięg występowania
Rodzaj obejmuje gatunki występujące w Azji Południowo-Wschodniej (Laos, Tajlandia, Malezja, Singapur, Brunei i Indonezja). 

## Systematyka

### Etymologia
- Amblycephalus: gr. αμβλυς amblus „tępy”, od αμβλυνω amblunō „stępić”[7]; κεφαλος -kephalos „-głowy”, od κεφαλη  kephalē „głowa”[8]. Gatunek typowy: Amblycephalus laevis F. Boie, 1827.
- Asthenodipsas: gr. ασθενης asthenēs „słaby, bezsilny”, od negatywnego przedrostka α- a-; σθενος sthenos „siła”; διψας dipsas, διψαδος dipsados „jadowity wąż, którego ukąszenie wywołuje silne pragnienie”[2].
- Internatus: łac. internatus „dorastać pomiędzy”, od internasco „rosnąć pomiędzy”[9]. Gatunek typowy: Amblycephalus laevis F. Boie, 1827.

### Podział systematyczny
Do rodzaju należą następujące gatunki: 
- Asthenodipsas borneensis Quah, Grismer, Lim, Anuar & Chan, 2020
- Asthenodipsas ingeri Quah, Lim & Grismer, 2021
- Asthenodipsas jamilinaisi Quah, Grismer, Lim, Anuar & Imbun, 2019
- Asthenodipsas laevis (Boie, 1827)
- Asthenodipsas lasgalenensis Loredo, Wood, Quah, Anuar, Greer, Ahmad & Grismer, 2013
- Asthenodipsas malaccanus Peters, 1864
- Asthenodipsas stuebingi Quah, Grismer, Lim, Anuar & Imbun, 2019
- Asthenodipsas tropidonotus (Lidth de Jeude, 1923)
- Asthenodipsas vertebralis (Boulenger, 1900)